# Tajvan az 1984. évi nyári olimpiai játékokon
Tajvan az egyesült államokbeli Los Angelesben megrendezett 1984. évi nyári olimpiai játékok egyik részt vevő nemzete volt. Az országot az olimpián 12 sportágban 38 sportoló képviselte, akik összesen 1 érmet szereztek.

## Érmesek
| Érem  | Versenyző                 | Sportág    | Versenyszám |
| ----- | ------------------------- | ---------- | ----------- |
| Bronz | Caj Ven-ji (Tsai Wen-Yee) | Súlyemelés | 60 kg       |

## Atlétika
Férfi
| Versenyző                         | Versenyszám | Előfutam | Előfutam | Előfutam | Elődöntő | Elődöntő | Elődöntő | Döntő   | Döntő    |
| Versenyző                         | Versenyszám | Idő      | Hely.    | Össz.    | Idő      | Hely.    | Össz.    | Idő     | Helyezés |
| --------------------------------- | ----------- | -------- | -------- | -------- | -------- | -------- | -------- | ------- | -------- |
| Csen Csang-ming (Chen Chang-Ming) | Maraton     |          |          |          |          |          |          | 2:29:57 | 57.      |
| Vu Csing-csin (Wu Chin-Jing)      | 110 m gát   | 13,91    | 3.       | 8.       | 14,21    | 6.       | 14.      | kiesett | kiesett  |

| Versenyző                         | Versenyszám   | Selejtező | Selejtező | Döntő    | Döntő    |
| Versenyző                         | Versenyszám   | Eredmény  | Helyezés  | Eredmény | Helyezés |
| --------------------------------- | ------------- | --------- | --------- | -------- | -------- |
| Liu Csin-csiang (Liu Chin-Chiang) | Magasugrás    | 210 cm    | 26.       | kiesett  | kiesett  |
| Li Fu-en (Lee Fu-An)              | Távolugrás    | 723 cm    | 20.       | kiesett  | kiesett  |
| Csen Hung-jen (Chen Hung-Yen)     | Gerelyhajítás | 71,48 m   | 24.       | kiesett  | kiesett  |

| Versenyző                   | Versenyszám | 100 m | 100 m | Távolugrás | Távolugrás | Súlylökés | Súlylökés | Magasugrás | Magasugrás | 400 m | 400 m | 110 m gát | 110 m gát | Diszkoszvetés | Diszkoszvetés | Rúdugrás | Rúdugrás | Gerelyhajítás | Gerelyhajítás | 1500 m  | 1500 m | Végeredmény | Végeredmény |
| Versenyző                   | Versenyszám | Idő   | Pont  | Eredmény   | Pont       | Eredmény  | Pont      | Eredmény   | Pont       | Idő   | Pont  | Idő       | Pont      | Eredmény      | Pont          | Eredmény | Pont     | Eredmény      | Pont          | Idő     | Pont   | Pont        | Helyezés    |
| --------------------------- | ----------- | ----- | ----- | ---------- | ---------- | --------- | --------- | ---------- | ---------- | ----- | ----- | --------- | --------- | ------------- | ------------- | -------- | -------- | ------------- | ------------- | ------- | ------ | ----------- | ----------- |
| Ku Csin-suj (Guu Jin-Shoei) | Tízpróba    | 11,42 | 705   | 689 cm     | 798        | 12,76 m   | 649       | 203 cm     | 882        | 50,59 | 779   | 14,91     | 858       | 39,70 m       | 680           | 490 cm   | 1.028    | 62,36 m       | 790           | 4:50,75 | 460    | 7629        | 16.         |
| Li Fu-en (Lee Fu-An)        | Tízpróba    | 10,98 | 809   | 700 cm     | 820        | 13,02 m   | 666       | 203 cm     | 882        | 49,67 | 820   | 15,49     | 798       | 37,10 m       | 627           | 450 cm   | 932      | 54,96 m       | 698           | 4:45,87 | 489    | 7541        | 19.         |

Női
| Versenyző                    | Versenyszám | Előfutam | Előfutam | Előfutam | Negyeddöntő | Negyeddöntő | Negyeddöntő | Elődöntő | Elődöntő | Elődöntő | Döntő   | Döntő    |
| Versenyző                    | Versenyszám | Idő      | Hely.    | Össz.    | Idő         | Hely.       | Össz.       | Idő      | Hely.    | Össz.    | Idő     | Helyezés |
| ---------------------------- | ----------- | -------- | -------- | -------- | ----------- | ----------- | ----------- | -------- | -------- | -------- | ------- | -------- |
| Laj Li-csiao (Lai Lee-Chiao) | 400 m gát   | 58,54    | 5.       | 18.      |             |             |             | kiesett  | kiesett  | kiesett  | kiesett | kiesett  |

| Versenyző                   | Versenyszám   | Selejtező | Selejtező | Döntő    | Döntő    |
| Versenyző                   | Versenyszám   | Eredmény  | Helyezés  | Eredmény | Helyezés |
| --------------------------- | ------------- | --------- | --------- | -------- | -------- |
| Liu Jen-csiu (Liu Yen-Chiu) | Magasugrás    | 170 cm    | 29.       | kiesett  | kiesett  |
| Li Huj-csen (Lee Hui-Chen)  | Gerelyhajítás | 52,46 m   | 21.       | kiesett  | kiesett  |

| Versenyző                     | Versenyszám | 100 m gát | 100 m gát | Magasugrás | Magasugrás | Súlylökés | Súlylökés | 200 m | 200 m | Távolugrás | Távolugrás | Gerelyhajítás | Gerelyhajítás | 800 m   | 800 m | Végeredmény | Végeredmény |
| Versenyző                     | Versenyszám | Idő       | Pont      | Eredmény   | Pont       | Eredmény  | Pont      | Idő   | Pont  | Eredmény   | Pont       | Eredmény      | Pont          | Idő     | Pont  | Pont        | Helyezés    |
| ----------------------------- | ----------- | --------- | --------- | ---------- | ---------- | --------- | --------- | ----- | ----- | ---------- | ---------- | ------------- | ------------- | ------- | ----- | ----------- | ----------- |
| Caj Li-csiao (Tsai Lee-Chiao) | Hétpróba    | 14,78     | 773       | 174 cm     | 974        | 11,73 m   | 702       | 25,41 | 811   | 557 cm     | 810        | 32,84 m       | 649           | 2:25,03 | 728   | 5447        | 18.         |

## Birkózás
Szabadfogású
| Versenyző                | Versenyszám | Vigaszágas kiesés                                                       | Vigaszágas kiesés | 5. helyért        | Bronz- mérkőzés   | Döntő             | Helyezés    |
| Versenyző                | Versenyszám | Ellenfél Eredmény                                                       | Hely.             | Ellenfél Eredmény | Ellenfél Eredmény | Ellenfél Eredmény | Helyezés    |
| ------------------------ | ----------- | ----------------------------------------------------------------------- | ----------------- | ----------------- | ----------------- | ----------------- | ----------- |
| Luo Ven-cse (Lou Wie-Ki) | 52 kg       | A csoport · Iván Garcés (ECU) · 2–14 · Jesmond Giordemaina (MLT) · 3–11 | 9.                | kiesett           | kiesett           | kiesett           | helyezetlen |

## Cselgáncs
| Versenyző                          | Versenyszám | Csoport | Selejtező         | 32-es főtábla                        | Nyolcaddöntő                 | Negyeddöntő             | Elődöntő          | Vigaszág nyolcaddöntő | Vigaszág negyeddöntő     | Vigaszág elődöntő | Bronz- mérkőzés   | Döntő             | Helyezés |
| Versenyző                          | Versenyszám | Csoport | Ellenfél Eredmény | Ellenfél Eredmény                    | Ellenfél Eredmény            | Ellenfél Eredmény       | Ellenfél Eredmény | Ellenfél Eredmény     | Ellenfél Eredmény        | Ellenfél Eredmény | Ellenfél Eredmény | Ellenfél Eredmény | Helyezés |
| ---------------------------------- | ----------- | ------- | ----------------- | ------------------------------------ | ---------------------------- | ----------------------- | ----------------- | --------------------- | ------------------------ | ----------------- | ----------------- | ----------------- | -------- |
| Csao Csin-fu (Chau Chin-Fu)        | Légsúly     | B       |                   | Cengiz Guler (TUR) · mérkőzés nélkül | Eddy Koaz (ISR) · V          | kiesett                 | kiesett           |                       |                          |                   |                   |                   | 12.      |
| Liao Tö-cseng (Liaw Der-Cheng)     | Könnyűsúly  | B       |                   | Michael Young (AUS) · GY             | Joaquín Ruiz (ESP) · GY      | Kerrith Brown (GBR) · V | kiesett           |                       |                          |                   |                   |                   | 11.      |
| Szun Ji-hsziung (Sun Yih-Shong)    | Váltósúly   | B       | erőnyerő          | Kevin Doherty (CAN) · V              | kiesett                      | kiesett                 | kiesett           |                       |                          |                   |                   |                   | 20.      |
| Csang Sou-csung (Chang Shou-Chung) | Középsúly   | A       |                   | Séraphin Okuaka (CGO) · GY           | Peter Seisenbacher (AUT) · V |                         |                   |                       | Stanko Lopatić (YUG) · V | kiesett           | kiesett           |                   | 9.       |

## Íjászat
| Versenyző                      | Versenyszám  | 1. forduló | 1. forduló | 2. forduló | 2. forduló | Összesítés | Összesítés |
| Versenyző                      | Versenyszám  | Pont       | Hely.      | Pont       | Hely.      | Pont       | Helyezés   |
| ------------------------------ | ------------ | ---------- | ---------- | ---------- | ---------- | ---------- | ---------- |
| Tu Cse-cseng (Tu Chih-Chen)    | Férfi egyéni | 1181       | 44.        | 1195       | 39.        | 2376       | 42.        |
| Lü Zsuj-csiung (Lu Jui-Chiung) | Női egyéni   | 1114       | 43.        | 1112       | 40.        | 2226       | 42.        |

## Kerékpározás

### Pálya-kerékpározás
Sprintverseny
| Versenyző                     | Versenyszám  | 1. forduló                | 1. forduló | Vigaszág                                      | Vigaszág | Döntő                                                              | Döntő | 2. forduló                   | 2. forduló | Vigaszág                           | Vigaszág | Nyolcaddöntő                                                                                | Nyolcaddöntő | Vigaszág                                        | Vigaszág | Döntő                         | Döntő | Negyeddöntő          | 5–8. helyért           | 5–8. helyért | Elődöntő             | Döntő                | Helyezés |
| Versenyző                     | Versenyszám  | Ellenfelek Győztes idő    | Hely       | Ellenfelek Győztes idő                        | Hely     | Ellenfelek Győztes idő                                             | Hely  | Ellenfél Győztes idő         | Hely       | Ellenfél Győztes idő               | Hely     | Ellenfelek Győztes idő                                                                      | Hely         | Ellenfelek Győztes idő                          | Hely     | Ellenfél Győztes idő          | Hely  | Ellenfél Győztes idő | Ellenfelek Győztes idő | Hely         | Ellenfél Győztes idő | Ellenfél Győztes idő | Helyezés |
| ----------------------------- | ------------ | ------------------------- | ---------- | --------------------------------------------- | -------- | ------------------------------------------------------------------ | ----- | ---------------------------- | ---------- | ---------------------------------- | -------- | ------------------------------------------------------------------------------------------- | ------------ | ----------------------------------------------- | -------- | ----------------------------- | ----- | -------------------- | ---------------------- | ------------ | -------------------- | -------------------- | -------- |
| Li Fu-hsziang (Lee Fu-Hsiang) | Férfi egyéni | Alex Ongaro (CAN) · 11,43 | 2.         | Frank Orban (BEL) · Heinz Isler (SUI) · 11,53 | 2.       | Hugo Daya (COL) · Rodolfo Guaves (PHI) · Ian Stanley (JAM) · 11,90 | 1.    | Nakatake Kacuo (JPN) · 12,05 | 2.         | José Antonio Urquijo (CHI) · 11,58 | 1.       | Marcelo Alexandre (ARG) · Vincenzo Ceci (ITA) · Új futam: · Marcelo Alexandre (ARG) · 12,30 | 2.           | Nakatake Kacuo (JPN) · Mark Barry (GBR) · 11,67 | 1.       | Fredy Schmidtke (FRG) · 10,96 | 2.    | kiesett              | kiesett                | kiesett      | kiesett              | kiesett              | kiesett  |

Időfutam
| Név                           | Versenyszám  | Idő     | Helyezés |
| ----------------------------- | ------------ | ------- | -------- |
| Li Fu-hsziang (Lee Fu-Hsiang) | Férfi egyéni | 1:11,12 | 22.      |

Üldözőversenyek
| Versenyző                  | Versenyszám  | Selejtező  | Selejtező  | Nyolcaddöntő | Nyolcaddöntő | Negyeddöntő  | Negyeddöntő | Elődöntő     | Elődöntő  | Döntő        | Döntő     | Helyezés |
| Versenyző                  | Versenyszám  | Idő        | Hely.      | Ellenfél Idő | Saját idő    | Ellenfél Idő | Saját idő   | Ellenfél Idő | Saját idő | Ellenfél Idő | Saját idő | Helyezés |
| -------------------------- | ------------ | ---------- | ---------- | ------------ | ------------ | ------------ | ----------- | ------------ | --------- | ------------ | --------- | -------- |
| Hszü Csin-tö (Hsu Chin-Te) | Férfi egyéni | lekörözték | lekörözték | kiesett      | kiesett      | kiesett      | kiesett     | kiesett      | kiesett   | kiesett      | kiesett   | kiesett  |

## Ökölvívás
| Versenyző                       | Versenyszám | 32-es főtábla            | Nyolcaddöntő            | Negyeddöntő       | Elődöntő          | Döntő             | Helyezés |
| Versenyző                       | Versenyszám | Ellenfél Eredmény        | Ellenfél Eredmény       | Ellenfél Eredmény | Ellenfél Eredmény | Ellenfél Eredmény | Helyezés |
| ------------------------------- | ----------- | ------------------------ | ----------------------- | ----------------- | ----------------- | ----------------- | -------- |
| Csung Pao-ming (Chung Pao-Ming) | Papírsúly   | erőnyerő                 | Keith Mwila (ZAM) · RSC | kiesett           | kiesett           | kiesett           | 9.       |
| Csen Csin-ming (Chen King-Ming) | Légsúly     | Efren Tabanas (PHI) · KO | kiesett                 | kiesett           | kiesett           | kiesett           | 17.      |

RSC – a mérkőzésvezető megállította a mérkőzést

## Öttusa
| Versenyző                         | Versenyszám | Lovaglás | Lovaglás | Lovaglás | Vívás    | Vívás | Vívás | Úszás    | Úszás | Úszás | Lövészet | Lövészet | Lövészet | Futás    | Futás | Futás | Összesen    | Összesen |
| Versenyző                         | Versenyszám | Idő      | Pont     | Hely.    | Pontszám | Pont  | Hely. | Idő      | Pont  | Hely. | Eredmény | Pont     | Hely.    | Idő      | Pont  | Hely. | Összes pont | Helyezés |
| --------------------------------- | ----------- | -------- | -------- | -------- | -------- | ----- | ----- | -------- | ----- | ----- | -------- | -------- | -------- | -------- | ----- | ----- | ----------- | -------- |
| Csen Kung-liang (Chen Kung-Liang) | Egyéni      | 2:03,58  | 848      | 43.      | 13–38    | 494   | 50.   | 3:51,278 | 1024  | 47.   | 189      | 890      | 31.      | 14:37,94 | 931   | 46.   | 4187        | 48.      |

## Sportlövészet
Férfi
| Versenyző                     | Versenyszám    | Pont | Helyezés |
| ----------------------------- | -------------- | ---- | -------- |
| Tu Taj-hszing (Tu Tsai-Hsing) | Szabadpisztoly | 558  | 10.      |

Nyílt
| Versenyző                          | Versenyszám | Pont | Helyezés |
| ---------------------------------- | ----------- | ---- | -------- |
| Caj Paj-seng (Tsai Pai-Sheng)      | Skeet       | 188  | 29.      |
| Jang Csing-szung (Yang Ching-Sung) | Skeet       | 184  | 41.      |

## Súlyemelés
| Versenyző                       | Versenyszám | Szakítás | Szakítás | Lökés    | Lökés    | Összesen | Helyezés |
| Versenyző                       | Versenyszám | Eredmény | Helyezés | Eredmény | Helyezés | Összesen | Helyezés |
| ------------------------------- | ----------- | -------- | -------- | -------- | -------- | -------- | -------- |
| Csung Jung-csi (Chung Yung-Chi) | 52 kg       | 95,0     | 8.       | 117,5    | 10.      | 212,5    | 11.      |
| Csen Seng-jüan (Chen Shen-Yuan) | 52 kg       | 90,0     | 13.      | 110,0    | 14.      | 200,0    | 15.      |
| Csiu Jü-csuan (Chiu Yuh-Chuan)  | 56 kg       | 97,5     | 14.      | 132,5    | 8.       | 230,0    | 11.      |
| Caj Ven-ji (Tsai Wen-Yee)       | 60 kg       | 125,0    | 1.       | 147,5    | 8.       | 272,5    |          |

## Úszás
Férfi
| Versenyző                     | Versenyszám  | Előfutam | Előfutam | Előfutam | Döntő   | Döntő   | Döntő   | Helyezés |
| Versenyző                     | Versenyszám  | Idő      | Hely.    | Össz.    | Típus   | Idő     | Hely.   | Helyezés |
| ----------------------------- | ------------ | -------- | -------- | -------- | ------- | ------- | ------- | -------- |
| Michael Miao                  | 100 m gyors  | 52,76    | 4.       | 30.      | kiesett | kiesett | kiesett | kiesett  |
| Michael Miao                  | 200 m gyors  | 1:55,01  | 5.       | 27.      | kiesett | kiesett | kiesett | kiesett  |
| Vu Ming-hszün (Wu Ming-Hsun)  | 1500 m gyors | 16:14,40 | 7.       | 23.      | kiesett | kiesett | kiesett | kiesett  |
| Vu Ming-hszün (Wu Ming-Hsun)  | 400 m vegyes | 5:02,94  | 7.       | 22.      | kiesett | kiesett | kiesett | kiesett  |
| Vu Ming-hszün (Wu Ming-Hsun)  | 400 m gyors  | 4:13,11  | 7.       | 33.      | kiesett | kiesett | kiesett | kiesett  |
| Lin Csün-hung (Lin Chun-Hong) | 400 m gyors  | 4:20,65  | 8.       | 35.      | kiesett | kiesett | kiesett | kiesett  |
| Lin Csün-hung (Lin Chun-Hong) | 1500 m gyors | 16:44,94 | 6.       | 25.      | kiesett | kiesett | kiesett | kiesett  |

Női
| Versenyző                         | Versenyszám    | Előfutam | Előfutam | Előfutam | Döntő   | Döntő   | Döntő   | Helyezés |
| Versenyző                         | Versenyszám    | Idő      | Hely.    | Össz.    | Típus   | Idő     | Hely.   | Helyezés |
| --------------------------------- | -------------- | -------- | -------- | -------- | ------- | ------- | ------- | -------- |
| Lisa Ann Wen                      | 200 m gyors    | 2:06,01  | 5.       | 18.      | kiesett | kiesett | kiesett | kiesett  |
| Lisa Ann Wen                      | 400 m gyors    | 4:23,30  | 5.       | 16.      | B       | 4:21,61 | 7.      | 15.      |
| Lisa Ann Wen                      | 800 m gyors    | 9:09,73  | 7.       | 17.      | kiesett | kiesett | kiesett | kiesett  |
| Lisa Ann Wen                      | 200 m pillangó | 2:21,10  | 6.       | 22.      | kiesett | kiesett | kiesett | kiesett  |
| Csang Huj-csien (Chang Hui-Chien) | 200 m pillangó | 2:24,89  | 7.       | 27.      | kiesett | kiesett | kiesett | kiesett  |
| Csang Huj-csien (Chang Hui-Chien) | 200 m gyors    | 2:13,67  | 6.       | 28.      | kiesett | kiesett | kiesett | kiesett  |
| Csang Huj-csien (Chang Hui-Chien) | 400 m gyors    | 4:42,47  | 6.       | 24.      | kiesett | kiesett | kiesett | kiesett  |
| Csang Huj-csien (Chang Hui-Chien) | 800 m gyors    | 9:34,93  | 6.       | 20.      | kiesett | kiesett | kiesett | kiesett  |

## Vitorlázás
Nyílt
| Versenyző                                          | Versenyszám    | Futam | Futam  | Futam | Futam | Futam | Futam | Futam | Pontszám | Helyezés |
| Versenyző                                          | Versenyszám    | 1     | 2      | 3     | 4     | 5     | 6     | 7     | Pontszám | Helyezés |
| -------------------------------------------------- | -------------- | ----- | ------ | ----- | ----- | ----- | ----- | ----- | -------- | -------- |
| Lin Su-ven (Lim Kui-Aon) Lin Jao-ven (Lim Yal-Aon) | 470-es osztály | 22,0  | (29,0) | 23,0  | 25,0  | 20,0  | 22,0  | 25,0  | 137,0    | 19.      |

## Vívás
Férfi
| Versenyző                              | Versenyszám       | Selejtező | Selejtező | Selejtező | Selejtező | Selejtező         | Selejtező | Főtábla           | Főtábla           | Vigaszág          | Vigaszág          | Negyeddöntő       | Elődöntő          | Döntő             | Helyezés |
| Versenyző                              | Versenyszám       | 1. kör | 1. kör    | 2. kör | 2. kör    | 3. kör            | 3. kör    | 1. kör            | 2. kör            | 1. kör            | 2. kör            | Negyeddöntő       | Elődöntő          | Döntő             | Helyezés |
| Versenyző                              | Versenyszám       | Ellenfél Eredmény | Hely.     | Ellenfél Eredmény | Hely.     | Ellenfél Eredmény | Hely.     | Ellenfél Eredmény | Ellenfél Eredmény | Ellenfél Eredmény | Ellenfél Eredmény | Ellenfél Eredmény | Ellenfél Eredmény | Ellenfél Eredmény | Helyezés |
| -------------------------------------- | ----------------- | --- | --------- | --- | --------- | ----------------- | --------- | ----------------- | ----------------- | ----------------- | ----------------- | ----------------- | ----------------- | ----------------- | -------- |
| Li Taj-csung (Lee Tai-Chung)           | Tőr, egyéni       | 6. csoport · Abdullah Al-Zawayed (KSA) · 5–2 · Georg Somloi (AUT) · 3–5 · Nick Bell (GBR) · 2–5 · Harald Hein (FRG) · 1–5 · Liu Jün-hung (Liu Yunhong) (CHN) · 2–5  | 5.        | kiesett | kiesett   | kiesett           | kiesett   | kiesett           | kiesett           | kiesett           | kiesett           | kiesett           | kiesett           | kiesett           | 45.      |
| Li Taj-csung (Lee Tai-Chung)           | Párbajtőr, egyéni | 10. csoport · Mohamed Ahmed Abu Ali (KSA) · 5–5 · Thierry Soumagne (BEL) · 4–5 · Sergio Luchetti (ARG) · 4–5 · Robert Marx (USA) · 4–5 · Volker Fischer (FRG) · 1–5 | 6.        | kiesett | kiesett   | kiesett           | kiesett   | kiesett           | kiesett           | kiesett           | kiesett           | kiesett           | kiesett           | kiesett           | 57.      |
| Caj Hszing-hsziang (Tsai Shing-Hsiang) | Tőr, egyéni       | 9. csoport · Ahmed Diab (EGY) · 4–5 · Khaled Al-Awadhi (KUW) · 4–5 · Mike McCahey (USA) · 2–5 · Kuki Péter (ROU) · 0–5 · Peter Joos (BEL) · 0–5                     | 6.        | kiesett | kiesett   | kiesett           | kiesett   | kiesett           | kiesett           | kiesett           | kiesett           | kiesett           | kiesett           | kiesett           | 54.      |
| Caj Hszing-hsziang (Tsai Shing-Hsiang) | Párbajtőr, egyéni | 9. csoport · Lam Tak Chuen (HKG) · 5–0 · Stéphane Ganeff (BEL) · 2–5 · Daniel Perreault (CAN) · 2–5 · Steven Paul (GBR) · 3–5                                       | 4.        | 4. csoport · Kazem Hasan (KUW) · 5–4 · Kim Szongmun (Kim Seong-Mun) (KOR) · 5–4 · Steven Paul (GBR) · 0–5 · Jerri Bergström (SWE) · 2–5 · Daniel Giger (SUI) · 1–5 | 5.        | kiesett           | kiesett   | kiesett           | kiesett           | kiesett           | kiesett           | kiesett           | kiesett           | kiesett           | 37.      |